# Pietro Maggi (matematico)
Pietro Luigi Maria Maggi (Verona, 30 aprile 1809 – Padova, 17 marzo 1854) è stato un matematico e poeta italiano. Fu professore di Matematica applicata all'Università di Padova, membro della Società italiana delle Scienze, dell'Imperial Regio Istituto Veneto di Scienze e di diverse altre accademie.

## Biografia
Pietro Maggi nacque a Verona da Antonio, medico, e da Angela Frattini, benestanti. Settimo di nove fratelli, rimase orfano di padre in tenera età e fu allevato dalla madre, donna pia, religiosa, colta e di eccellente intelligenza che affidò l'educazione del giovanissimo Pietro a un sacerdote da cui imparò i primi rudimenti del sapere. A nove anni la madre lo pose nel Ginnasio Vescovile di Verona dove frequentò i quattro anni di scuole di Grammatica; seguirono due anni di Umanità presso il Ginnasio Comunale di San Sebastiano. Nel 1824, licenziatosi dal Ginnasio, prosegue il corso degli studi presso il Liceo di Verona, fondato da Napoleone Bonaparte, dove insegnano fra gli altri il matematico Giacinto Toblini, li filosofo Giuseppe Sega e l'abate Giuseppe Zamboni, fisico, a cui il Maggi fu legato da sentimenti filiali. Terminato li Liceo Maggi proseguì gli studi presso l'Università di Padova dove gli fu conferita la laurea e quella di Pavia, dove fu attratto dagli insegnamenti del matematico Antonio Maria Bordoni che vi insegnava Calcolo sublime. Nel 1850 l'Università di Pavia gli propose la cattedra di Matematica applicata che però rifiutò tenendola poi a Padova, dapprima come insegnante supplente e poi come professore ordinario dal 1853.